# Derry City Football Club
Il Derry City Football Club (in gaelico: Cumann Peile Chathair Dhoire), meglio noto come Derry City, è una società calcistica irlandese con sede nella città di Derry. Milita in Premier Division, prima divisione del campionato della Repubblica d'Irlanda.
Si tratta dell'unica società nordirlandese a giocare nella Repubblica d'Irlanda; infatti, il club, pur avendo sede in Irlanda del Nord, milita nel campionato irlandese dal 1985. Da quell'anno ha trascorso la maggior parte del suo tempo nella League of Ireland Premier Division, massima divisione irlandese. Già afflitto da enormi debiti, venne espulso dalla lega nel novembre 2009 quando vennero scoperti dei contratti non regolari con dei calciatori. Il club si sciolse ma rinacque poco dopo con il nuovo presidente Philip O'Doherty. In concomitanza di ciò, il club fu reintegrato nella lega e riuscì ad ottenere la licenza UEFA necessaria a partecipare al campionato di seconda divisione. Lo stadio utilizzato per le partite casalinghe è il Derry City Country Club e la squadra gioca in maglia a strisce biancorosse, dalle quali deriva il principale soprannome del club: the Candystripes. Altri soprannomi ricorrenti sono the Red and White Army oppure le abbreviazioni Derry e City.

## Storia

### Dalla fondazione al 1972
Il Derry City, fondato nel 1928, ha giocato nella Irish League (campionato nordirlandese) durante il primo periodo della sua storia; ha anche vinto un titolo nazionale nel 1964-1965. Nella stagione successiva raggiunge gli ottavi di finale di Coppa dei Campioni 1965-1966, quando  la Lega Calcio nordirlandese, con una decisione senza precedenti, stabilì che lo stadio del Derry non era idoneo alle competizioni internazionali. L’unica alternativa concessa fu di giocare a Belfast. La società rifiutò e la sconfitta a tavolino fu inevitabile (0-9 e 0-9).

Nel 1971 il club fu obbligato a giocare tutte le partite casalinghe  a Coleraine, quasi 50 chilometri lontano dal proprio stadio di casa, il Brandywell, causando alla società un notevole danno economico.

L'anno seguente la città di Derry fu insanguinata dall'attacco della polizia ai dimostranti indipendentisti che fece 14 morti. Il clima per la comunità repubblicana di Derry si fece irrespirabile. Quando, nell'ottobre 1972 la Federazione calcistica dell'Irlanda del Nord votò il rinnovo del divieto di giocare Brandywell, la società decise di ritirarsi dalle competizioni.

### Dal 1985 ad oggi
Dopo tredici anni passati nel calcio minore, l'8 settembre 1985 il Derry, ottenuto il benestare della FIFA, si iscrisse ad un campionato "straniero", ovvero quello dell'Irlanda. Oggi Derry è l’unica città ad avere due squadre di calcio che militano in campionati di due nazioni diverse: il Derry City nel torneo irlandese e i protestanti dell'Institute F.C. nel campionato nordirlandese.
Iscritto alla serie cadetta, la First Division, nella stagione 1985-1986 il Derry City si classificò al quarto posto. L'anno successivo la squadra vinse il campionato ottenendo la promozione in Serie A, dove rimase ininterrottamente fino al 2009. La stagione 2010 vede la squadra di Derry risalire prontamente in League of Ireland grazie al primo posto conquistato in First Division, mentre nella stagione successiva tornò a vincere un trofeo: la Coppa di Lega. La stagione con più vittorie fu la 1988-1989, nella quale il club realizzò il treble (campionato, coppa di Lega e coppa nazionale), l'unico nella storia del calcio irlandese.

## Palmarès

### Competizioni nazionali
- Campionato nordirlandese: 1

1964-1965
- Coppa dell'Irlanda del Nord: 3

1948-1949, 1953-1954, 1963-1964
- Campionato irlandese: 2

1988-1989, 1996-1997
- Coppa d'Irlanda: 6

1988-1989, 1994-1995, 2002, 2006, 2012, 2022
- Coppa di Lega irlandese: 11  (record)

1988-1989, 1990-1991, 1991-1992, 1993-1994, 1999-2000, 2005, 2006, 2007, 2008, 2011, 2018
- Supercoppa d'Irlanda: 1

2023
- League of Ireland First Division: 2

1986-1987, 2010
- Top Four Trophy: 1

1965-1966
- Gold Cup: 1

1963-1964
- Irish News Cup: 1

1996-1997

### Competizioni regionali
- City Cup: 2

1934-1935, 1936-1937
- North West Senior Cup: 16

1931-1932, 1932-1933, 1933-1934, 1934-1935, 1935-1936, 1936-1937, 1938-1939, 1953-1954, 1959-1960, 1961-1962, 1962-1963, 1963-1964, 1965-1966, 1968-1969, 1969-1970, 1970-1971

### Altri piazzamenti
- Campionato nordirlandese:

Secondo posto: 1931-1932, 1934-1935, 1935-1936, 1936-1937, 1937-1938, 1965-1966, 1968-1969
Terzo posto: 1938-1939, 1963-1964, 1966-1967
- Coppa dell'Irlanda del Nord:

Finalista: 1935-1936, 1956-1957, 1970-1971
- Campionato irlandese:

Secondo posto: 1989-1990, 1991-1992, 1994-1995, 2005, 2006, 2022, 2023
Terzo posto: 2008, 2011, 2016
- Coppa d'Irlanda:

Finalista: 1987-1988, 1993-1994, 1997, 2008, 2014, 2024
Semifinalista: 2004, 2005, 2016
- Coppa di Lega irlandese:

Finalista: 1989-1990, 2001-2002, 2019
Semifinalista: 2013, 2016
- Setanta Sports Cup:

Finalista: 2012
Semifinalista: 2008
- Texaco Cup:

Semifinalista: 1970-1971

## Statistiche

### Bilancio nelle competizioni europee

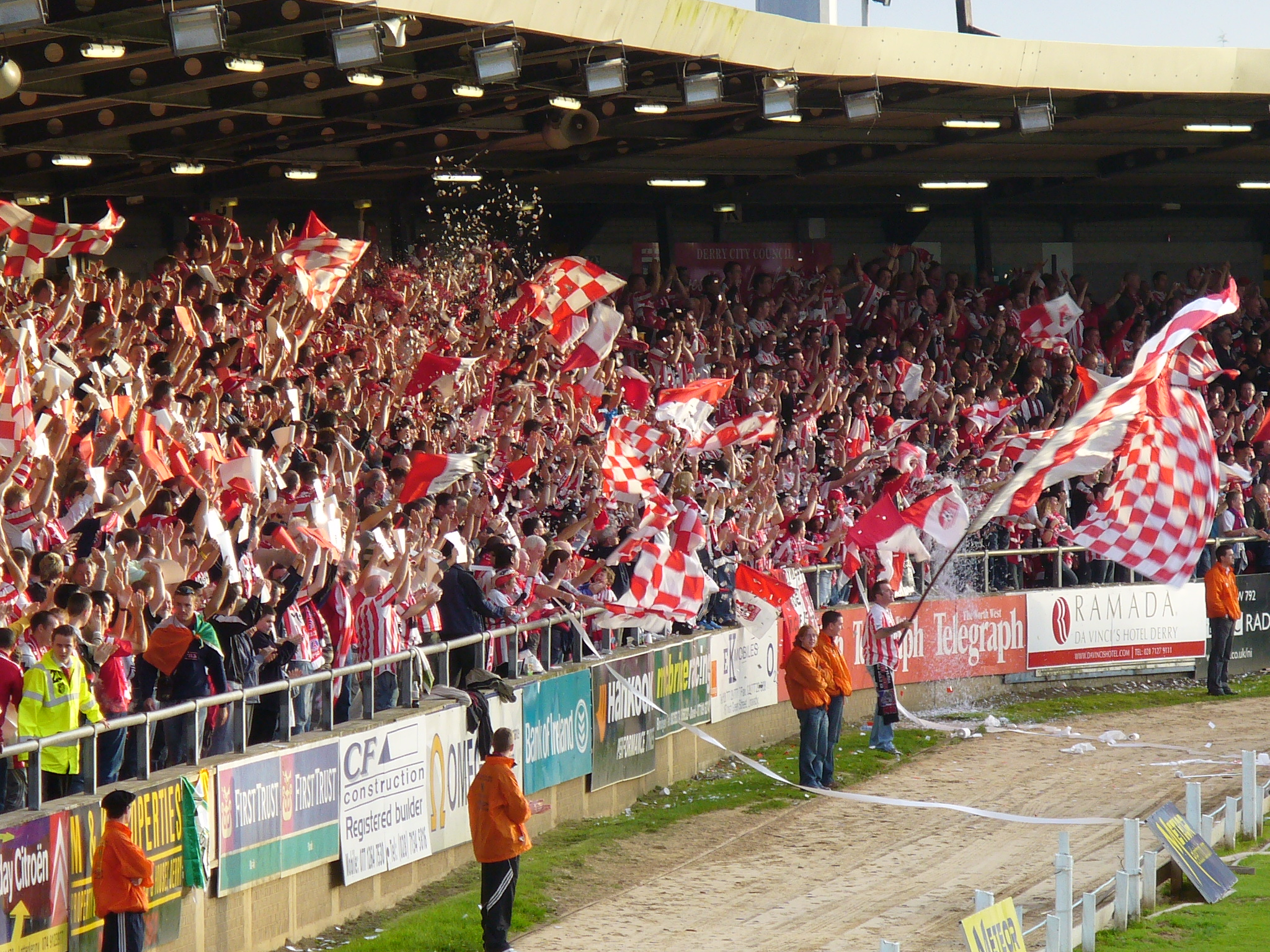
Tifosi del Derry City (2006).

| Competizione                        | Giocate | Vittorie | Pareggi | Sconfitte | Gol fatti | Gol subìti |
| ----------------------------------- | ------- | -------- | ------- | --------- | --------- | ---------- |
| Coppa dei Campioni/Champions League | 7       | 1        | 0       | 6         | 9         | 24         |
| Coppa UEFA                          | 15      | 4        | 4       | 7         | 15        | 20         |
| Coppa delle Coppe                   | 6       | 1        | 1       | 4         | 1         | 11         |
| Totale                              | 28      | 6        | 5       | 17        | 25        | 55         |

## Organico

### Rosa 2025
| N. |                             | Ruolo | Calciatore      |
| -- | --------------------------- | ----- | --------------- |
| 1  | Irlanda del Nord (bandiera) | P     | Gerard Doherty  |
| 2  | Irlanda del Nord (bandiera) | D     | Conor McDermott |
| 3  | Irlanda del Nord (bandiera) | D     | Dean Jarvis     |
| 4  | Irlanda del Nord (bandiera) | C     | Aaron McEnuff   |
| 6  | Scozia (bandiera)           | C     | Nicky Low       |
| 7  | Irlanda (bandiera)          | C     | Barry McNamee   |
| 8  | Scozia (bandiera)           | C     | Harry Monaghan  |
| 9  | Irlanda (bandiera)          | C     | Ronan Curtis    |
| 10 | Irlanda del Nord (bandiera) | C     | Joshua Daniels  |
| 11 | Irlanda del Nord (bandiera) | A     | Rory Patterson  |
| 13 | Irlanda (bandiera)          | P     | Eric Grimes     |
| 14 | Irlanda del Nord (bandiera) | A     | Rory Holden     |

| N. |                             | Ruolo | Calciatore       |
| -- | --------------------------- | ----- | ---------------- |
| 16 | Irlanda del Nord (bandiera) | A     | Nathan Boyle     |
| 19 | Irlanda (bandiera)          | C     | Mark Timlin      |
| 21 | Scozia (bandiera)           | A     | Danny Mullen     |
| 22 | Irlanda del Nord (bandiera) | D     | Sam Todd         |
| 23 | Irlanda (bandiera)          | C     | Ben Doherty      |
| 24 | Irlanda del Nord (bandiera) | D     | Daniel Lafferty  |
| 27 | Irlanda del Nord (bandiera) | A     | Liam Boyce       |
| 28 | Irlanda del Nord (bandiera) | P     | Mark McEleney    |
| 29 | Austria (bandiera)          | C     | Lukas Schubert   |
| 30 | Irlanda (bandiera)          | D     | Aaron Barry      |
|    | Irlanda del Nord (bandiera) | A     | Patrick McEleney |